# Abdul Qader Bedil
Abdul Qader Bedil (persa: عبدالقادر بیدل)  (Azimabad, 1644 - Delhi, 5 de desembre de 1720), nom complet Abul Ma'āni Mirzā Abdul-Qāder Bedil o Mawlānā Abul Ma'āni Abdul Qader Bedil, fou un famós poeta i sufí nascut a Azimabad (avui Patna, Índia), la seva família va pertànyer a la tribu barles a Balkh (Afganistan). Segons algunes fonts, va néixer a Khwaja Rawash, una àrea de la província de Kabul a l'Afganistan. La seva tomba, anomenada Bagh-e-Bedil (Jardí de Bedil) està situada a la ruta Mathura a Delhi. Va escriure poesia i prosa en dari o persa. És considerat un dels fundadors i un dels grans poetes de l'Escola de Poesia Índia i l'únic estil que usa és el persa. Alguns escriptors com Ghalib i Muhammad Iqbal van ser influenciats per ell.